# Adrenomyeloneuropathie
Die Adrenomyeloneuropathie (AMN) ist eine seltene angeborene Stoffwechselkrankheit, die als neurodegenerative Erkrankung mit fortschreitender motorischer Dysfunktion (Myelopathie) und periphere Neuropathie auftritt und beim männlichen Geschlecht häufig auch mit einer Nebenniereninsuffizienz einhergeht. Die Erkrankung beginnt typischerweise im Erwachsenenalter. Sie ist eine Form der Adrenoleukodystrophie und kann zu den peroxisomalen Krankheiten gezählt werden.
Die Erstbeschreibung stammt aus dem Jahre 1967 durch die österreichischen Ärzte H. Budka, E. Sluga und W. D. Heiss.

## Verbreitung
Die Erkrankung tritt bei weniger als 1 von 40.000 Menschen auf, die Vererbung erfolgt X-chromosomal.

## Ursache
Der Erkrankung liegen Mutationen im ABCD1-Gen auf dem X-Chromosom Genort q28 zugrunde, welches für ein ABC-Transporter-ALD-Protein kodiert, das in der Membran der Peroxisomen lokalisiert ist.

## Symptome
Beim männlichen Geschlecht liegt der Krankheitsbeginn meist im jungen Erwachsenenalter (21–37 Jahre, durchschnittlicher Symptombeginn bei betroffenen Männern bei 27,6 Jahren) mit langsam fortschreitenden Gangstörungen. Bei etwa 40 % kommt es zum Übergang in eine Adrenoleukodystrophie mit zerebraler Beteiligung.
Beim weiblichen Geschlecht beginnt die Erkrankung später und verläuft milder, bei über 40-Jährigen findet sich eine Manifestation bei etwa 10 %.
Häufige klinische Zeichen sind:
- Spastische Paraparese
- Ataxie
- Neurogene Blasen- und Darmfunktionsstörung
- Sexuelle Funktionsstörungen
- Nebennierenrindeninsuffizienz (Morbus Addison)
- Periphere Neuropathie

## Therapie
Die Behandlung konzentriert sich hauptsächlich auf ein Symptommanagement.